# Сибери (Эстония)
Си́бери (эст. Siberi), в 1945— 1977 годах Ли́йва (эст. Liiva) — деревня в волости Виру-Нигула уезда Ляэне-Вирумаа, Эстония.

## География и описание
Расположена на севере Эстонии, в 3 километрах к юго-востоку от волостного центра  — города Кунда. Расстояние до уездного центра — города Раквере —  16 километров. Высота над уровнем моря — 73 метра.
Климат умеренный. Официальный язык — эстонский. Почтовый индекс — 44028.

## Население
По данным переписи населения 2021 года, в Сибери насчитывалось 22 жителя, из них 20 (90,9 %) — эстонцы.
По данным переписи населения 2011 года, в деревне также проживали 22 человека, из них 20 (90,9 %) — эстонцы.
Численность населения деревни Сибери по данным переписей населения СССР и Департамента статистики Эстонии:
| Год  | 1979 | 1989 | 2000 | 2011 | 2017 | 2018 | 2019 | 2020 | 2021 |
| ---- | ---- | ---- | ---- | ---- | ---- | ---- | ---- | ---- | ---- |
| Чел. | 40   | ↘ 35 | ↘ 23 | ↘ 22 | → 22 | ↘ 19 | ↗ 20 | ↘ 19 | ↗ 22 |

## История
Деревня Сибери своим возникновением обязана владельцу мызы Кунда, основателю Кундаского цементного завода барону Иоганну Жирару де Сукантону, который хотел обеспечить своих рабочих жильём. В середине XVIII века в этих местах возникло поселение при мызе Кунда, когда была разрушена древняя деревня (в Датской поземельной книге 1241 года упоминается как Paydola, в 1692 году — Paidla, в 1744 году — Paidel) и её бобылей переселили на песчаные земли к югу от деревни (позже — города) Кунда. Возведение рядом деревни для работников завода началось в 1881 году. На песчаной пустоши была проведена прямая улица. Дома на две семьи строили из плитняка, в каждом по две комнаты площадью 12 м2, с одним окном, плитняковым полом и с печной плитой и общий чулан. Когда барон приехал посмотреть на стройку, он сказал, что здесь скоро будет как в Париже. Но, к большому разочарованию барона, строители ответили ему, что окружающее больше похоже на Сибирь. Название было метким, потому что рядом с расположенной на бедной песчаной земле деревней находились большие леса и болото. Барон хотел официально назвать деревню Лийва (Liiva, с эст. — Песочная) и, узнав, что народ окрестил её Сибери (Siberi, с эст. Сибирская), был очень зол. Но за народом осталось последнее слово, и в волостные бумаги было вписано название Сибери. Деревню также называли и Сибери-Лийва. В письменных источниках примерно 1900 года упоминается Сибери-лійва —  (Сибирско-Песочная), 1913 года — Сиберикюла. Одновременно официальным названием деревни до 1977 года было Лийва (в 1913 году упоминается как Liiwaküla).
В 1977 году, в период кампании по укрупнению деревень, с деревней Сибери была объединена деревня Курекюла (эст. Kureküla, в письменных источниках 1922 года — Kure).
Старейшими хуторами деревни являются Каземетса (эст. Kasemetsa — Берёзовый лес), Паарма (Paarma), Кулламаа (эст. Kullamaa — Золотая земля) и Метсавахи (эст. Metsavahi — Лесниковая), относящиеся к 1888–1889 годам.
Летом 2020 года вместо щебёночной проведена асфальтированная дорога от Кунда до деревень Сибери и Парийзи уезда Ляэне-Вирумаа. Финансовую помощь волостям оказало государство.